# Керч (аеропорт)
Аеропорт «Керч» — аеропорт, що розташований на західній околиці Керчі, недалеко від залізничного вокзалу, і є повітряними воротами Східного Криму.

## Історія

### 1944-2014
Аеропорт Керч займає площу 320 га і працює з 1944 року. У 70-80 роках регіональні авіаційні перевезення були важливою складовою інфраструктури транспорту Криму. Повітряне сполучення пов'язувало Керч з кількома аеропортами країни. У їх числі були Київ, Краснодар, Москва, Сімферополь. Щоденні рейси до обласного центру здійснювалися двічі на день на літаку Л-410.
Після розпаду СРСР з Керчі здійснювалися авіаційні перевезення до Києва і Москви літаками Ан-24. У 2001 році аеропорт був переданий у комунальну власність, а з 2007 року міська влада Керчі намагається його продати.
В 2007 році авіакомпанія «Євролайн» почала здійснювати авіаційні перевезення з аеропорту Керч літаками Ан-24РВ за двома напрямками:
- Атирау (Казахстан)
- Жуляни (Київ)[1]

Керченська влада у березні 2011 заявила про намір знову виставити на продаж цілісний майновий комплекс КП «Аеропорт "Керч"». Початкову ціну планували встановити у розмірі 27 млн грн.

### З 2014
З лютого 2014 року Керч знаходиться на окупованій Росією території, тому з того часу аеропорт керується тимчасовою окупаційною владою РФ у регіоні.
В березні 2025 року аеропорт змінив призначення з цивільного на військове, на летовищі почалися масштабні будівельні роботи, навколо злітної смуги з’явились фортифікаційні та маскувальні споруди.